# Eclipse lunar de 28 de novembro de 2012
Um eclipse lunar penumbral ocorreu no dia 28 de novembro de 2012, o segundo do ano. O eclipse foi visível no leste da Ásia, na Austrália e no oeste da América do Norte. É um eclipse da série Saros 145.